# 郡司健吾
郡司 健吾（ぐんじ けんご、1997年9月13日 - ）は、ジャパンラグビーリーグワン三重ホンダヒートに所属するラグビー選手。

## プロフィール
- 茨城県水戸市出身[1]。
- ポジションはスタンドオフ(SO)、センター(CTB)。
- 身長 184 cm、体重 90 kg

## 略歴
2016年、山梨県立日川高等学校卒業後、専修大学に入学。
2019年、専修大学ラグビー部の主将に就任した。
2020年、専修大学卒業後、Honda Heat(現・三重ホンダヒート)に加入。
2022年3月20日に行われたJAPAN RUGBY LEAGUE ONE第8節花園ライナーズ戦にて途中出場で公式戦初出場を果たした。